# نيك كوبولا
نيك كوبولا (بالإنجليزية: Nick Coppola)‏ هو منتج أفلام أمريكي، ولد في 1994 في لونغ برانش في الولايات المتحدة.

## وصلات خارجية
- نيك كوبولا على موقع IMDb (الإنجليزية)